# William Bradley (artiste)
Pour les articles homonymes, voir William Bradley et Bradley.
William Henry Bradley dit Will H. Bradley, est un affichiste, graphiste et typographe américain, né à Boston, dans le Massachusetts le 10 juillet 1868, et mort le 25 janvier 1962, à La Mesa en Californie. Il était surnommé le « père du graphisme américain ».

## Biographie

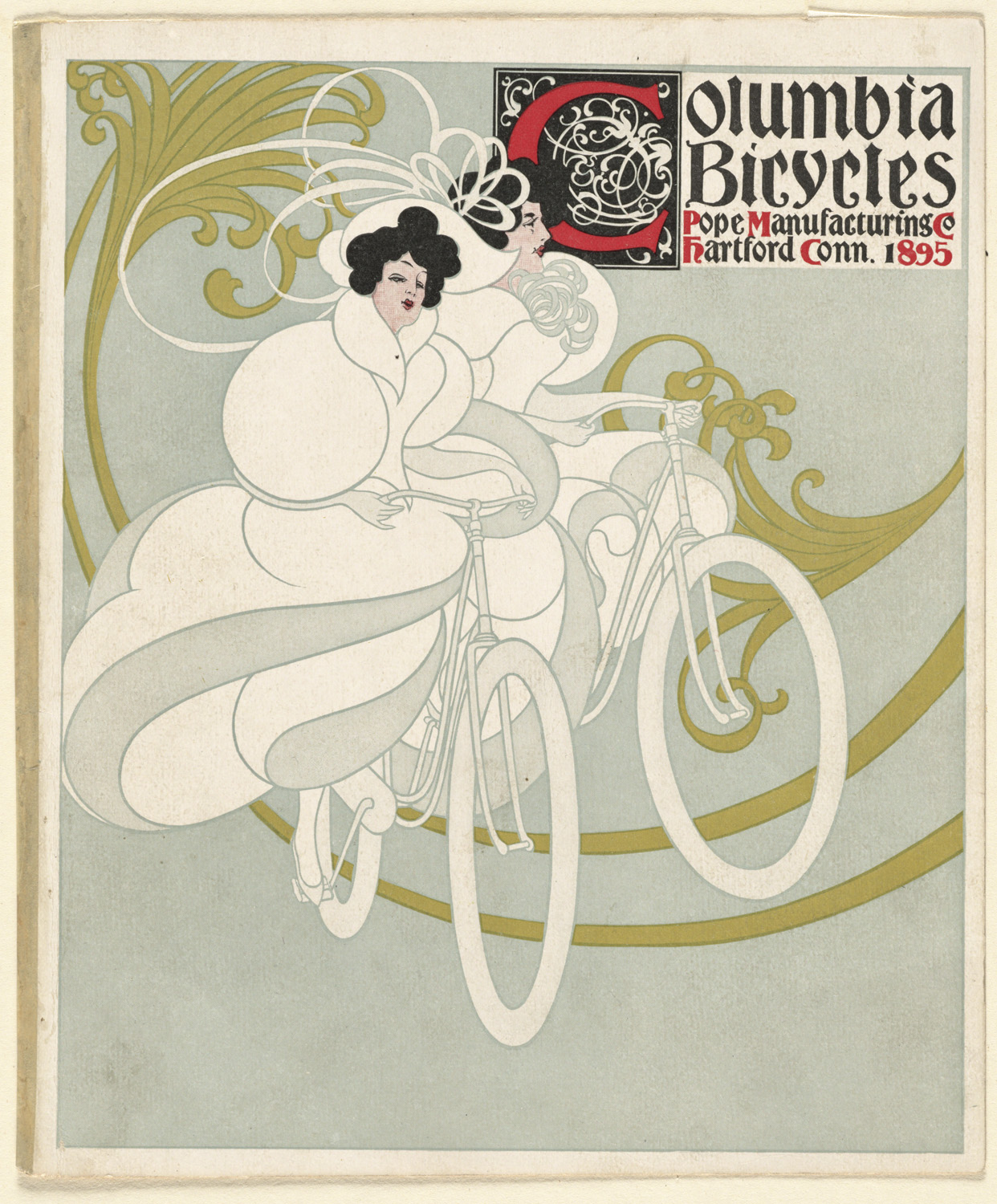
Affiche pour la Pope Manufacturing Co., fabricant de bicyclettes (1895).

William Henry Bradley fait son premier dessin à onze ans. Il débute comme coursier dans un journal du Michigan, se forme à la gravure et devient typographe à Chicago. Vers 1890, il se met à son compte et achète une presse à imprimer.

### 1894: la maturité
C'est véritablement en 1894, alors qu'il reçoit de nombreuses commandes, que son style arrive à maturité. De 1894 à 1896 il réalise 18 couvertures pour le premier magazine américain dédié à l'affiche et au graphisme The Inland Printer,, et 7 affiches pour le Chap-Book. C'est aussi l'époque où il invente une police d'écriture éponyme, la Bradley.
Ses illustrations et sa créations typographiques paraissent dans plusieurs magazine renommés et lui permettent de produire des affiches comme la série destinée au périodique littéraire illustré, The Chap-Book, basé à Chicago, et dont il est un temps le directeur artistique, ou une affiche pour Victor Bicycles, conservée au Victoria and Albert Museum à Londres. On note aussi ses collaborations à des revues fin de siècle, comme The Poster. Jules Chéret lui rend hommage dans Les Maîtres de l'affiche.
Bradley a été influencé par les lignes sinueuses d'Aubrey Beardsley et les aplats de Jules Chéret. 

### Le «style Chap-Book»

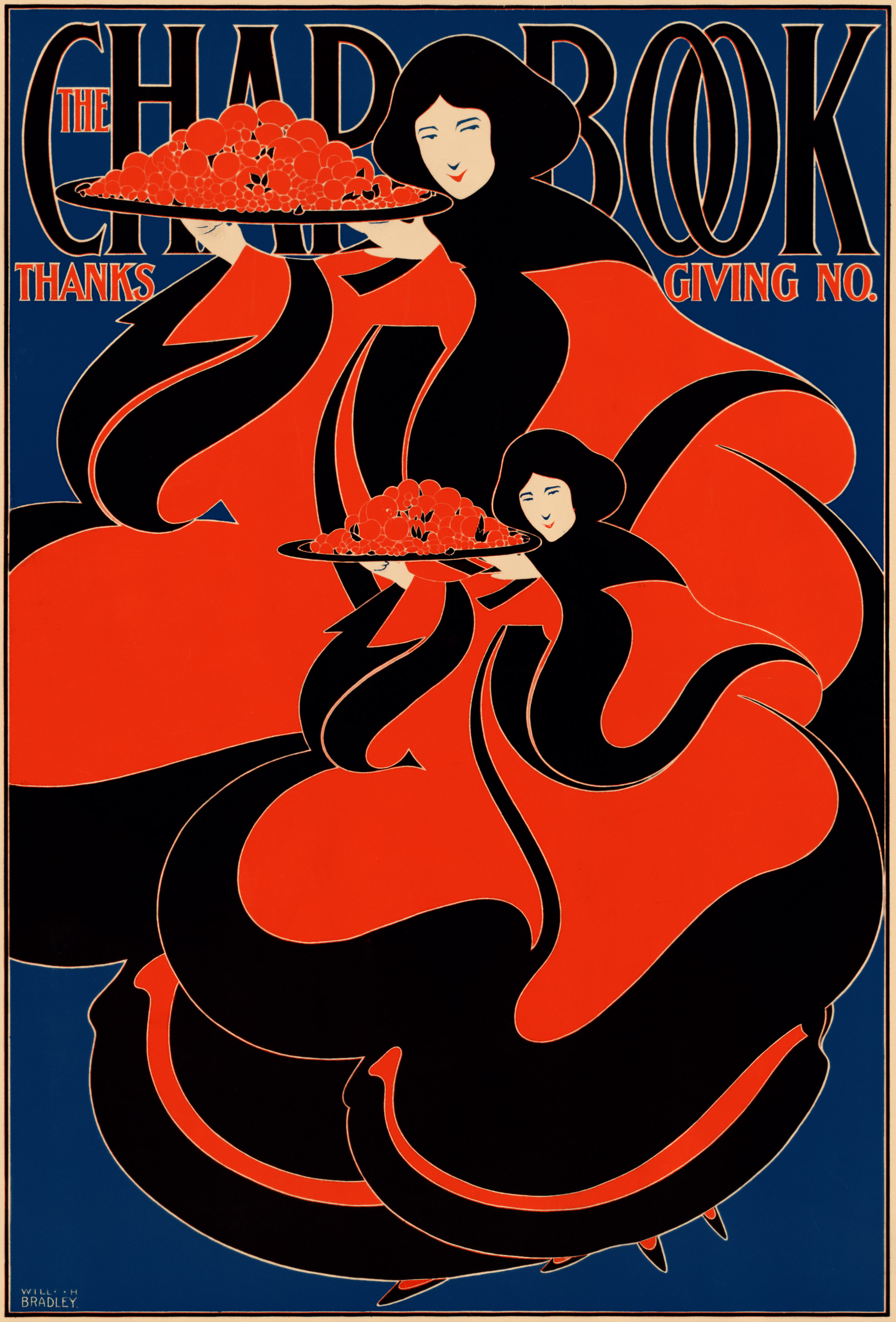
Une des affiches pour The Chap-Book (1895).

Sa participation au Chap-Book donne naissance à un nouveau style : le « style Chap-Book »,. L'émergence de ce style vient de ce que Bradley avait découvert à bibliothèque de Boston une collection de livres imprimés à l'époque de la Nouvelle-Angleterre. Il décide de renouer avec la simplicité de ces livres. Cela se caractérise par l'utilisation de la police Caslon Old Face, de la gravure sur bois, de larges interlettrages et une grande sobriété d'ornementation,. On considère généralement ce style comme la première manifestation d'Art nouveau aux États-Unis.

"Affiches
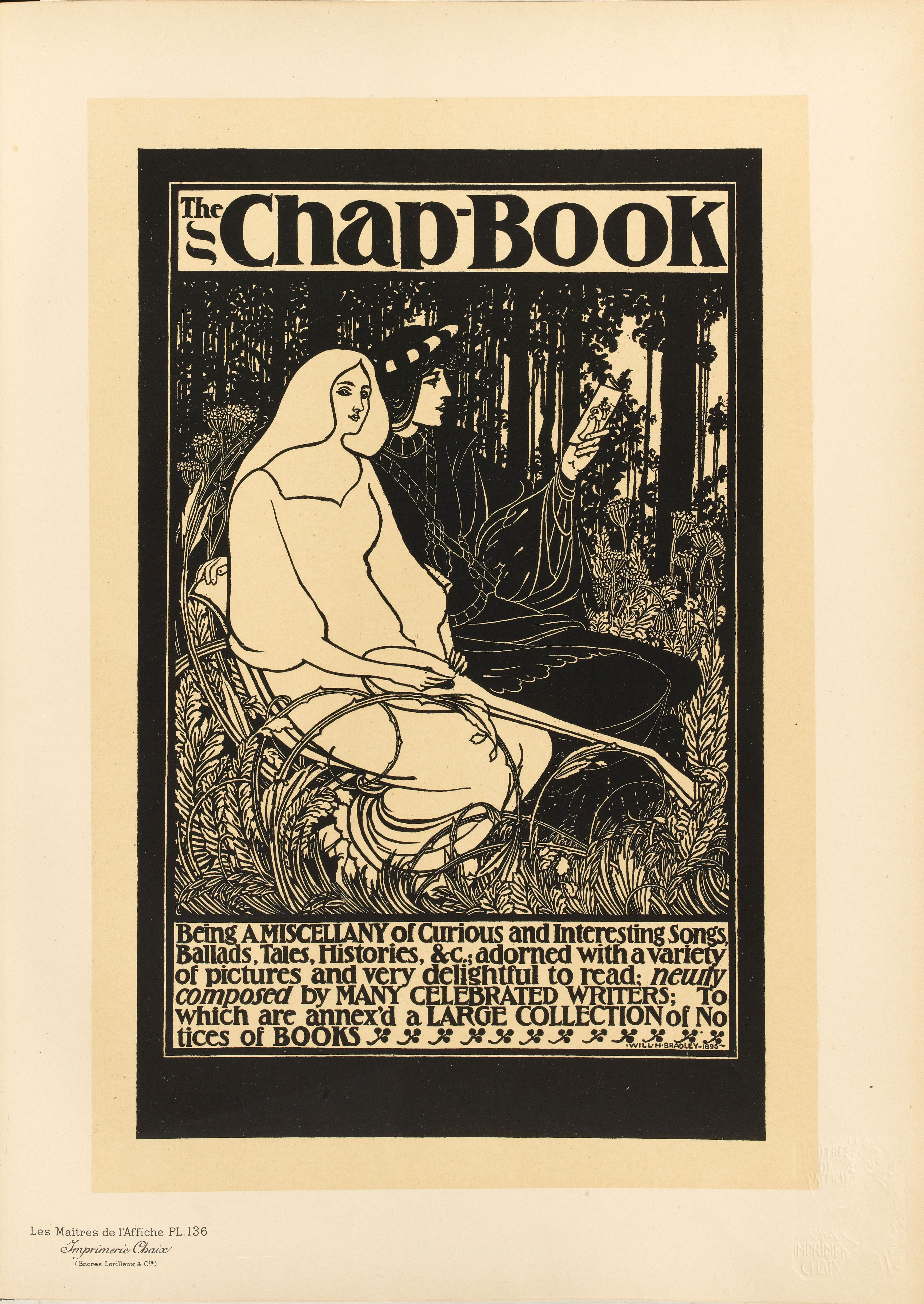
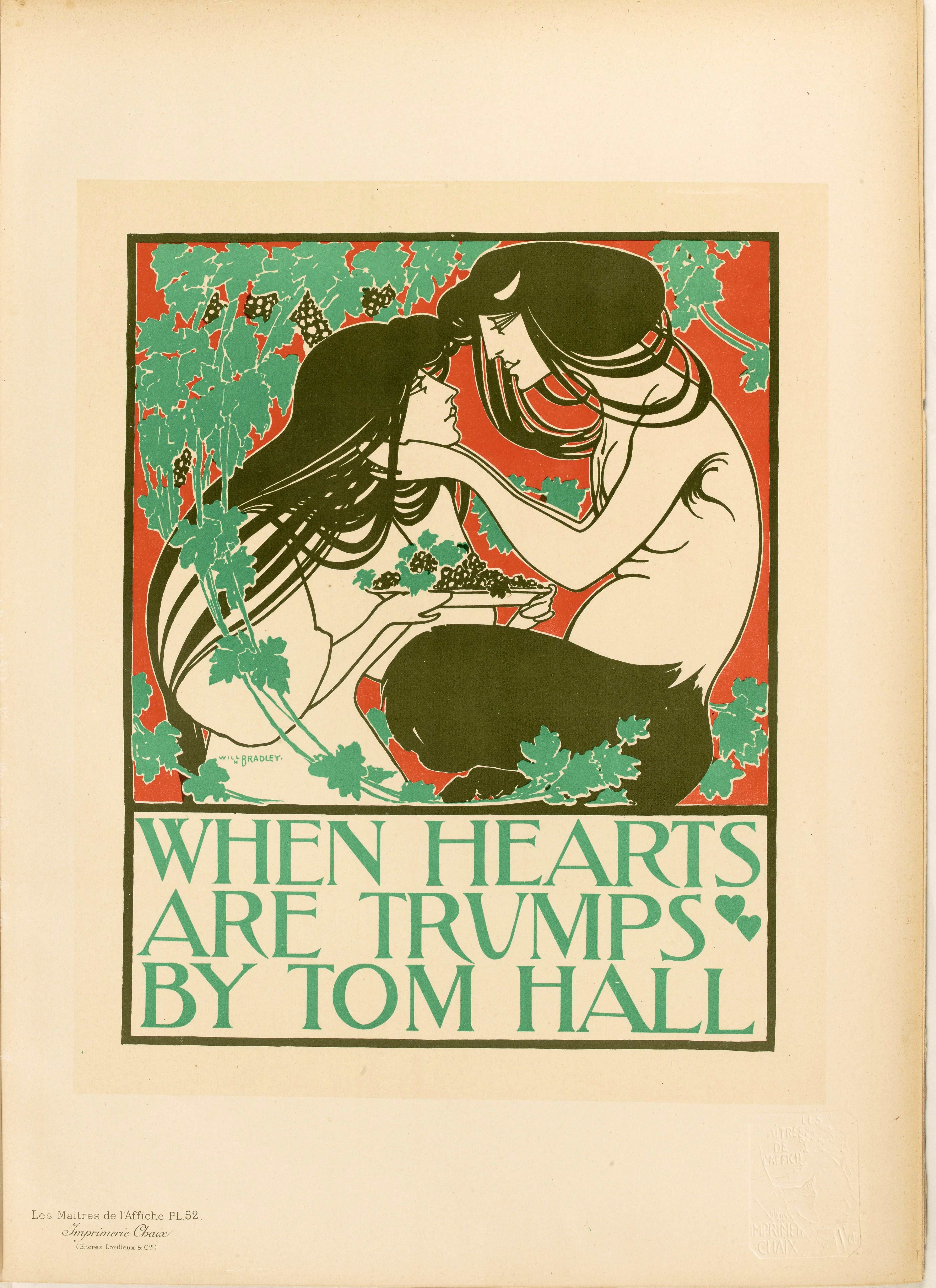
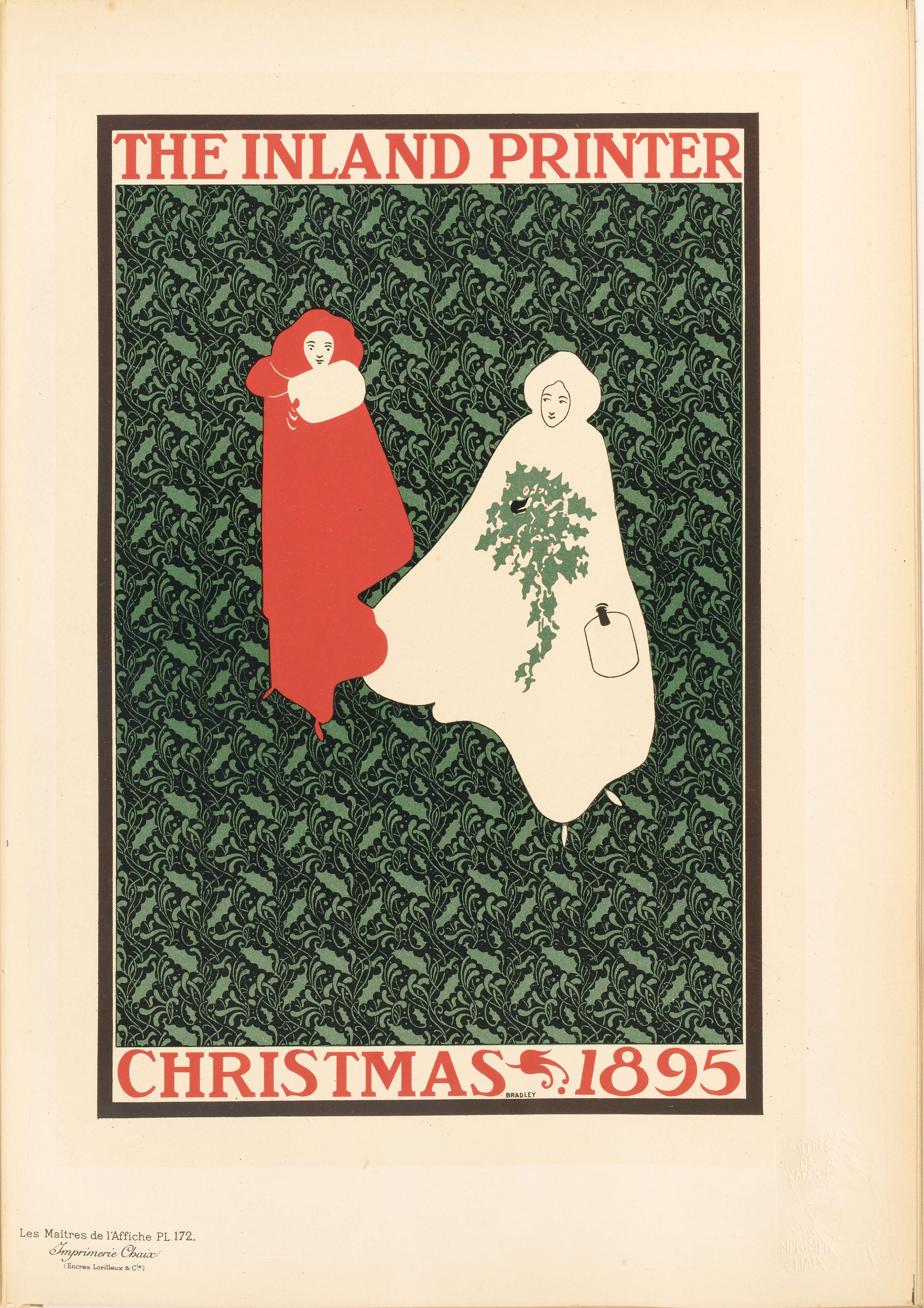
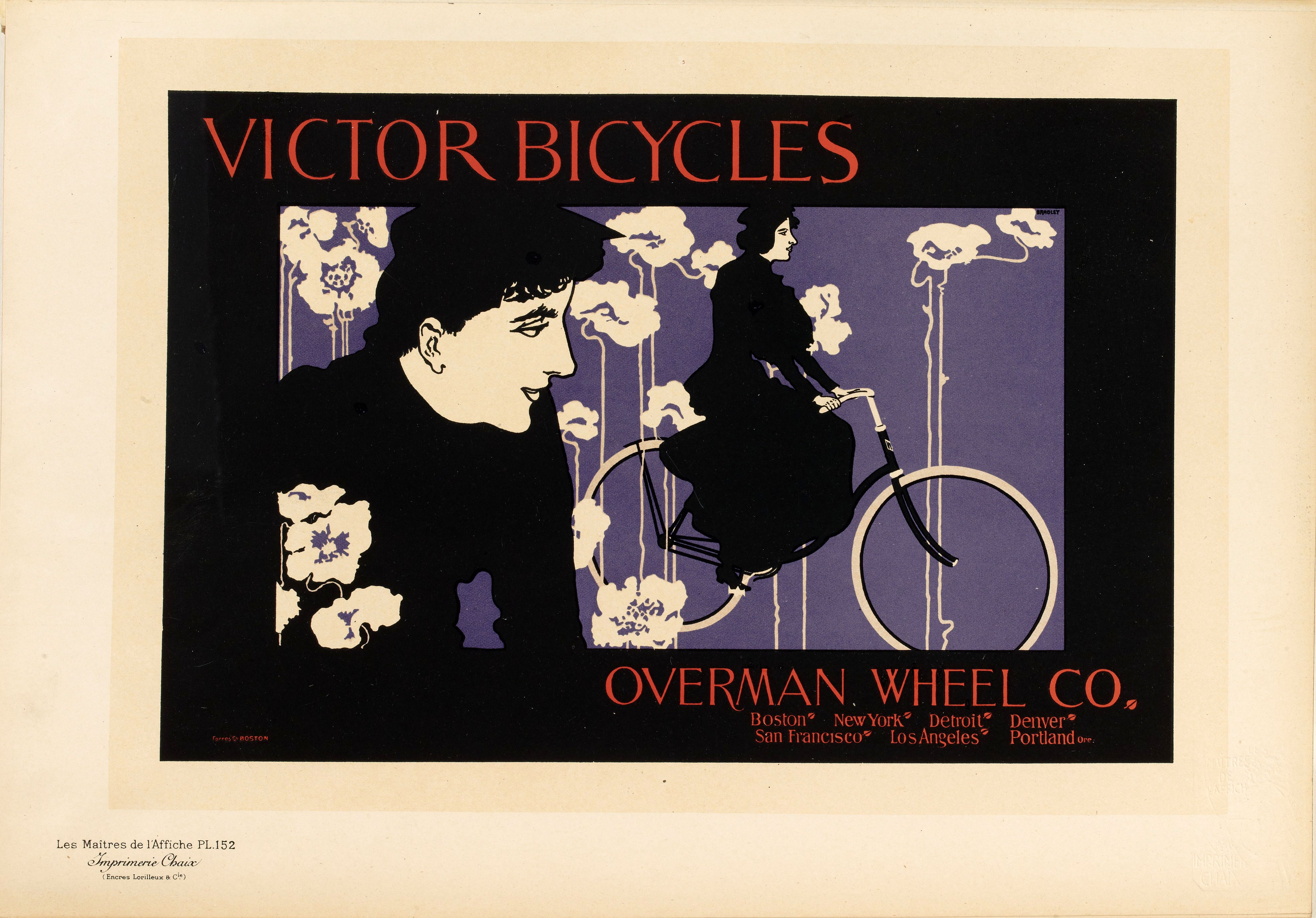

- Affiches publiées dans Les Maîtres de l'affiche

### Les échecs
En 1895, il fonde sa propre maison d'édition, The Wayside Press, et en 1896 il publie son propre magazine, Bradley : His Book où il écrit des récits qu'il illustre, mais ces deux initiatives sont des échecs.

### À partir de 1900
Au début des années 1900, il devient consultant pour l'American Type Founders et réalise des compositions graphiques pour ses revues. Il est l'auteur de la marque graphique de The Studio, dans les années 1900-1910. En 1907 il devient le directeur artistique du Collier's puis il est responsable de l'illustration dans divers magazines tels Good Housekeeping, The Century Magazine et Metropolitan Magazine entre 1910 et 1915.
Durant les années 1915-1930, il travaille pour la division graphique et cinématographique de l'industriel William Randolph Hearst.